# 12e étape du Tour de France 2015
Pour un article plus général, voir Tour de France 2015.
La 12e étape du Tour de France 2015 s'est déroulée le jeudi 16 juillet 2015 entre Lannemezan et le Plateau de Beille sur une distance de 195 kilomètres.

## Parcours

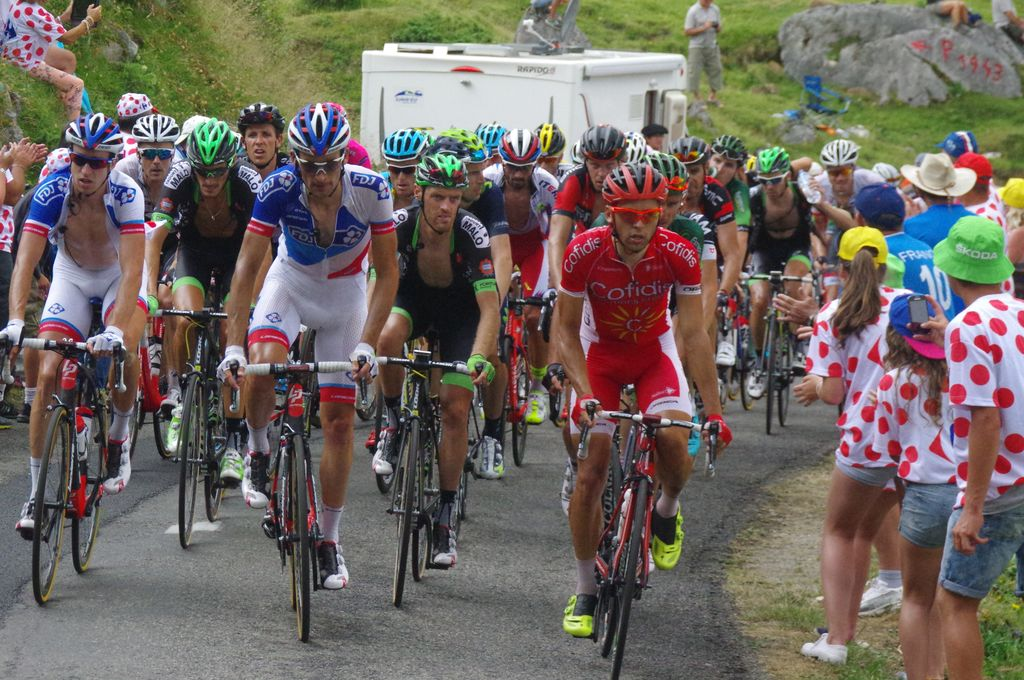
Ascension du port de Lers en Ariège.

Cette troisième étape pyrénéenne, reliant Lannemezan au Plateau de Beille, donne l'occasion aux coureurs de gravir de quatre cols : le col de Portet-d'Aspet (2e catégorie), à une altitude de 1 069 mètres, au kilomètre 57,5 après une montée 4,3 km à 9,7 % ; le col de la Core (1 395 m) et le Port de Lers (1 517 m), tous deux de 1re catégorie, le premier au kilomètre 93 après une montée de 14 km à 5,7 %, le second au kilomètre 144 après un trajet de 12.9 km à 6 % ; puis l'arrivée au Plateau de Beille, quant à elle, est classée « Hors Catégorie », après 15,8 km de montée à 7,9 %. Le sprint intermédiaire a lieu en début d'étape, au 20e kilomètre, à Saint-Bertrand-de-Comminges.

## Résultats

### Classement de l'étape
| Classement de la 12e étape | Classement de la 12e étape | Classement de la 12e étape | Classement de la 12e étape | Classement de la 12e étape |
|                            | Coureur                    | Pays                       | Équipe                     | Temps                      |
| -------------------------- | -------------------------- | -------------------------- | -------------------------- | -------------------------- |
| 1er                        | Joaquim Rodríguez          | Espagne                    | Katusha                    | en 5 h 40 min 14 s         |
| 2e                         | Jakob Fuglsang             | Danemark                   | Astana                     | + 1 min 12 s               |
| 3e                         | Romain Bardet              | France                     | AG2R La Mondiale           | + 1 min 49 s               |
| 4e                         | Gorka Izagirre             | Espagne                    | Movistar                   | + 4 min 34 s               |
| 5e                         | Louis Meintjes             | Afrique du Sud             | MTN-Qhubeka                | + 4 min 38 s               |
| 6e                         | Jan Bárta                  | Tchéquie                   | Bora-Argon 18              | + 5 min 47 s               |
| 7e                         | Romain Sicard              | France                     | Europcar                   | + 6 min 3 s                |
| 8e                         | Mikaël Cherel              | France                     | AG2R La Mondiale           | + 6 min 28 s               |
| 9e                         | Alejandro Valverde         | Espagne                    | Movistar                   | + 6 min 46 s               |
| 10e                        | Christopher Froome         | Royaume-Uni                | Sky                        | + 6 min 47 s               |
| modifier                   |                            |                            |                            |                            |

### Points attribués
| Sprint intermédiaire Saint-Bertrand-de-Comminges (km 20) | Sprint intermédiaire Saint-Bertrand-de-Comminges (km 20) | Sprint intermédiaire Saint-Bertrand-de-Comminges (km 20) | Sprint intermédiaire Saint-Bertrand-de-Comminges (km 20) | Sprint intermédiaire Saint-Bertrand-de-Comminges (km 20) |
| -------------------------------------------------------- | -------------------------------------------------------- | -------------------------------------------------------- | -------------------------------------------------------- | -------------------------------------------------------- |
|                                                          | Coureur                                                  | Pays                                                     | Équipe                                                   | Point(s)                                                 |
| 1er                                                      | André Greipel                                            | Allemagne                                                | Lotto-Soudal                                             | 20                                                       |
| 2e                                                       | John Degenkolb                                           | Allemagne                                                | Giant-Alpecin                                            | 17                                                       |
| 3e                                                       | Peter Sagan                                              | Slovaquie                                                | Tinkoff-Saxo                                             | 15                                                       |
| 4e                                                       | Mark Cavendish                                           | Royaume-Uni                                              | Etixx-Quick Step                                         | 13                                                       |
| 5e                                                       | Jens Debusschere                                         | Belgique                                                 | Lotto-Soudal                                             | 11                                                       |
| 6e                                                       | Lieuwe Westra                                            | Pays-Bas                                                 | Astana                                                   | 10                                                       |
| 7e                                                       | Bryan Coquard                                            | France                                                   | Europcar                                                 | 9                                                        |
| 8e                                                       | Koen De Kort                                             | Pays-Bas                                                 | Giant-Alpecin                                            | 8                                                        |
| 9e                                                       | Roy Curvers                                              | Pays-Bas                                                 | Giant-Alpecin                                            | 7                                                        |
| 10e                                                      | Nicolas Edet                                             | France                                                   | Cofidis                                                  | 6                                                        |
| 11e                                                      | Romain Sicard                                            | France                                                   | Europcar                                                 | 5                                                        |
| 12e                                                      | Imanol Erviti                                            | Espagne                                                  | Movistar                                                 | 4                                                        |
| 13e                                                      | Kristijan Đurasek                                        | Croatie                                                  | Lampre-Merida                                            | 3                                                        |
| 14e                                                      | Matthieu Ladagnous                                       | France                                                   | FDJ                                                      | 2                                                        |
| 15e                                                      | Thomas Voeckler                                          | France                                                   | Europcar                                                 | 1                                                        |
| modifier                                                 |                                                          |                                                          |                                                          |                                                          |

| Arrivée d'étape Plateau de Beille (km 195) | Arrivée d'étape Plateau de Beille (km 195) | Arrivée d'étape Plateau de Beille (km 195) | Arrivée d'étape Plateau de Beille (km 195) | Arrivée d'étape Plateau de Beille (km 195) |
| ------------------------------------------ | ------------------------------------------ | ------------------------------------------ | ------------------------------------------ | ------------------------------------------ |
|                                            | Coureur                                    | Pays                                       | Équipe                                     | Point(s)                                   |
| 1er                                        | Joaquim Rodríguez                          | Espagne                                    | Katusha                                    | 20                                         |
| 2e                                         | Jakob Fuglsang                             | Danemark                                   | Astana                                     | 17                                         |
| 3e                                         | Romain Bardet                              | France                                     | AG2R La Mondiale                           | 15                                         |
| 4e                                         | Gorka Izagirre                             | Espagne                                    | Movistar                                   | 13                                         |
| 5e                                         | Louis Meintjes                             | Afrique du Sud                             | MTN-Qhubeka                                | 11                                         |
| 6e                                         | Jan Bárta                                  | Tchéquie                                   | Bora-Argon 18                              | 10                                         |
| 7e                                         | Romain Sicard                              | France                                     | Europcar                                   | 9                                          |
| 8e                                         | Mikaël Cherel                              | France                                     | AG2R La Mondiale                           | 8                                          |
| 9e                                         | Alejandro Valverde                         | Espagne                                    | Movistar                                   | 7                                          |
| 10e                                        | Christopher Froome                         | Royaume-Uni                                | Sky                                        | 6                                          |
| 11e                                        | Nairo Quintana                             | Colombie                                   | Movistar                                   | 5                                          |
| 12e                                        | Thibaut Pinot                              | France                                     | FDJ                                        | 4                                          |
| 13e                                        | Tejay Van Garderen                         | États-Unis                                 | BMC Racing                                 | 3                                          |
| 14e                                        | Alberto Contador                           | Espagne                                    | Tinkoff-Saxo                               | 2                                          |
| 15e                                        | Pierre Rolland                             | France                                     | Europcar                                   | 1                                          |
| modifier                                   |                                            |                                            |                                            |                                            |

| - Bonifications à l'arrivée \| \| Coureur \| Pays \| Équipe \| Bonifications \| \| - \| ----------------- \| -------- \| ---------------- \| ------------- \| \| 1 \| Joaquim Rodríguez \| Espagne \| Katusha \| 10 s \| \| 2 \| Jakob Fuglsang \| Danemark \| Astana \| 6 s \| \| 3 \| Romain Bardet \| France \| AG2R La Mondiale \| 4 s \| |                   |          |                  |               |
| | Coureur           | Pays     | Équipe           | Bonifications |
| 1 | Joaquim Rodríguez | Espagne  | Katusha          | 10 s          |
| 2 | Jakob Fuglsang    | Danemark | Astana           | 6 s           |
| 3 | Romain Bardet     | France   | AG2R La Mondiale | 4 s           |

### Cols et côtes
| Col de Portet d'Aspet (km 57,5) 2e catégorie | Col de Portet d'Aspet (km 57,5) 2e catégorie | Col de Portet d'Aspet (km 57,5) 2e catégorie | Col de Portet d'Aspet (km 57,5) 2e catégorie | Col de Portet d'Aspet (km 57,5) 2e catégorie |
| -------------------------------------------- | -------------------------------------------- | -------------------------------------------- | -------------------------------------------- | -------------------------------------------- |
|                                              | Coureur                                      | Pays                                         | Équipe                                       | Point(s)                                     |
| 1er                                          | Georg Preidler                               | Autriche                                     | Giant-Alpecin                                | 5                                            |
| 2e                                           | Jérémy Roy                                   | France                                       | FDJ                                          | 3                                            |
| 3e                                           | Lieuwe Westra                                | Pays-Bas                                     | Astana                                       | 2                                            |
| 4e                                           | Anthony Delaplace                            | France                                       | Bretagne-Séché Environnement                 | 1                                            |
| modifier                                     |                                              |                                              |                                              |                                              |

| Col de la Core (km 93) 1re catégorie | Col de la Core (km 93) 1re catégorie | Col de la Core (km 93) 1re catégorie | Col de la Core (km 93) 1re catégorie | Col de la Core (km 93) 1re catégorie |
| ------------------------------------ | ------------------------------------ | ------------------------------------ | ------------------------------------ | ------------------------------------ |
|                                      | Coureur                              | Pays                                 | Équipe                               | Point(s)                             |
| 1er                                  | Kristijan Đurasek                    | Croatie                              | Lampre-Merida                        | 10                                   |
| 2e                                   | Georg Preidler                       | Autriche                             | Giant-Alpecin                        | 8                                    |
| 3e                                   | Mikaël Cherel                        | France                               | AG2R La Mondiale                     | 6                                    |
| 4e                                   | Matthieu Ladagnous                   | France                               | FDJ                                  | 4                                    |
| 5e                                   | Sylvain Chavanel                     | France                               | IAM                                  | 2                                    |
| 6e                                   | Romain Bardet                        | France                               | AG2R La Mondiale                     | 1                                    |
| modifier                             |                                      |                                      |                                      |                                      |

| Port de Lers (km 144) 1re catégorie | Port de Lers (km 144) 1re catégorie | Port de Lers (km 144) 1re catégorie | Port de Lers (km 144) 1re catégorie | Port de Lers (km 144) 1re catégorie |
| ----------------------------------- | ----------------------------------- | ----------------------------------- | ----------------------------------- | ----------------------------------- |
|                                     | Coureur                             | Pays                                | Équipe                              | Point(s)                            |
| 1er                                 | Michał Kwiatkowski                  | Pologne                             | Etixx-Quick Step                    | 10                                  |
| 2e                                  | Sep Vanmarcke                       | Belgique                            | Lotto NL-Jumbo                      | 8                                   |
| 3e                                  | Mikaël Cherel                       | France                              | AG2R La Mondiale                    | 6                                   |
| 4e                                  | Louis Meintjes                      | Afrique du Sud                      | MTN-Qhubeka                         | 4                                   |
| 5e                                  | Romain Bardet                       | France                              | AG2R La Mondiale                    | 2                                   |
| 6e                                  | Jakob Fuglsang                      | Danemark                            | Astana                              | 1                                   |
| modifier                            |                                     |                                     |                                     |                                     |

| Plateau de Beille (km 195) Arrivée d'étape - Hors catégorie | Plateau de Beille (km 195) Arrivée d'étape - Hors catégorie | Plateau de Beille (km 195) Arrivée d'étape - Hors catégorie | Plateau de Beille (km 195) Arrivée d'étape - Hors catégorie | Plateau de Beille (km 195) Arrivée d'étape - Hors catégorie |
| ----------------------------------------------------------- | ----------------------------------------------------------- | ----------------------------------------------------------- | ----------------------------------------------------------- | ----------------------------------------------------------- |
|                                                             | Coureur                                                     | Pays                                                        | Équipe                                                      | Point(s)                                                    |
| 1er                                                         | Joaquim Rodríguez                                           | Espagne                                                     | Katusha                                                     | 50                                                          |
| 2e                                                          | Jakob Fuglsang                                              | Danemark                                                    | Astana                                                      | 40                                                          |
| 3e                                                          | Romain Bardet                                               | France                                                      | AG2R La Mondiale                                            | 32                                                          |
| 4e                                                          | Gorka Izagirre                                              | Espagne                                                     | Movistar                                                    | 28                                                          |
| 5e                                                          | Louis Meintjes                                              | Afrique du Sud                                              | MTN-Qhubeka                                                 | 24                                                          |
| 6e                                                          | Jan Bárta                                                   | Tchéquie                                                    | Bora-Argon 18                                               | 20                                                          |
| 7e                                                          | Romain Sicard                                               | France                                                      | Europcar                                                    | 16                                                          |
| 8e                                                          | Mikaël Cherel                                               | France                                                      | AG2R La Mondiale                                            | 12                                                          |
| 9e                                                          | Alejandro Valverde                                          | Espagne                                                     | Movistar                                                    | 8                                                           |
| 10e                                                         | Christopher Froome                                          | Royaume-Uni                                                 | Sky                                                         | 4                                                           |
| modifier                                                    |                                                             |                                                             |                                                             |                                                             |

## Classements à l'issue de l'étape

### Classement général
| Classement général | Classement général | Classement général | Classement général  | Classement général  |
|                    | Coureur            | Pays               | Équipe              | Temps               |
| ------------------ | ------------------ | ------------------ | ------------------- | ------------------- |
| 1er                | Christopher Froome | Royaume-Uni        | Sky                 | en 46 h 50 min 32 s |
| 2e                 | Tejay Van Garderen | États-Unis         | BMC Racing          | + 2 min 52 s        |
| 3e                 | Nairo Quintana     | Colombie           | Movistar            | + 3 min 9 s         |
| 4e                 | Alejandro Valverde | Espagne            | Movistar            | + 3 min 58 s        |
| 5e                 | Geraint Thomas     | Royaume-Uni        | Sky                 | + 4 min 3 s         |
| 6e                 | Alberto Contador   | Espagne            | Tinkoff-Saxo        | + 4 min 4 s         |
| 7e                 | Robert Gesink      | Pays-Bas           | Lotto NL-Jumbo      | + 5 min 32 s        |
| 8e                 | Tony Gallopin      | France             | Lotto-Soudal        | + 7 min 32 s        |
| 9e                 | Vincenzo Nibali    | Italie             | Astana              | + 7 min 47 s        |
| 10e                | Bauke Mollema      | Pays-Bas           | Trek Factory Racing | + 8 min 2 s         |
| modifier           |                    |                    |                     |                     |

### Classement par points
| Classement par points | Classement par points | Classement par points | Classement par points | Classement par points |
| --------------------- | --------------------- | --------------------- | --------------------- | --------------------- |
|                       | Coureur               | Pays                  | Équipe                | Point(s)              |
| 1er                   | Peter Sagan           | Slovaquie             | Tinkoff-Saxo          | 254 points            |
| 2e                    | André Greipel         | Allemagne             | Lotto-Soudal          | 252 pts               |
| 3e                    | John Degenkolb        | Allemagne             | Giant-Alpecin         | 201 pts               |
| 4e                    | Mark Cavendish        | Royaume-Uni           | Etixx-Quick Step      | 185 pts               |
| 5e                    | Bryan Coquard         | France                | Europcar              | 117 pts               |
| 6e                    | Christopher Froome    | Royaume-Uni           | Sky                   | 94 pts                |
| 7e                    | Greg Van Avermaet     | Belgique              | BMC Racing            | 81 pts                |
| 8e                    | Zdeněk Štybar         | Tchéquie              | Etixx-Quick Step      | 76 pts                |
| 9e                    | Tony Gallopin         | France                | Lotto-Soudal          | 70 pts                |
| 10e                   | Alejandro Valverde    | Espagne               | Movistar              | 68 pts                |
| modifier              |                       |                       |                       |                       |

### Classement du meilleur grimpeur
| Classement du meilleur grimpeur | Classement du meilleur grimpeur | Classement du meilleur grimpeur | Classement du meilleur grimpeur | Classement du meilleur grimpeur |
| ------------------------------- | ------------------------------- | ------------------------------- | ------------------------------- | ------------------------------- |
|                                 | Coureur                         | Pays                            | Équipe                          | Point(s)                        |
| 1er                             | Christopher Froome              | Royaume-Uni                     | Sky                             | 61 points                       |
| 2e                              | Joaquim Rodríguez               | Espagne                         | Katusha                         | 52 pts                          |
| 3e                              | Jakob Fuglsang                  | Danemark                        | Astana                          | 41 pts                          |
| 4e                              | Richie Porte                    | Australie                       | Sky                             | 40 pts                          |
| 5e                              | Romain Bardet                   | France                          | AG2R La Mondiale                | 35 pts                          |
| 6e                              | Rafał Majka                     | Pologne                         | Tinkoff-Saxo                    | 32 pts                          |
| 7e                              | Nairo Quintana                  | Colombie                        | Movistar                        | 32 pts                          |
| 8e                              | Alejandro Valverde              | Espagne                         | Movistar                        | 32 pts                          |
| 9e                              | Robert Gesink                   | Pays-Bas                        | Lotto NL-Jumbo                  | 28 pts                          |
| 10e                             | Gorka Izagirre                  | Espagne                         | Movistar                        | 28 pts                          |
| modifier                        |                                 |                                 |                                 |                                 |

### Classement du meilleur jeune
| Classement général du meilleur jeune | Classement général du meilleur jeune | Classement général du meilleur jeune | Classement général du meilleur jeune | Classement général du meilleur jeune |
|                                      | Coureur                              | Pays                                 | Équipe                               | Temps                                |
| ------------------------------------ | ------------------------------------ | ------------------------------------ | ------------------------------------ | ------------------------------------ |
| 1er                                  | Nairo Quintana                       | Colombie                             | Movistar                             | en 46 h 53 min 41 s                  |
| 2e                                   | Warren Barguil                       | France                               | Giant-Alpecin                        | + 6 min 34 s                         |
| 3e                                   | Romain Bardet                        | France                               | AG2R La Mondiale                     | + 13 min 56 s                        |
| 4e                                   | Eduardo Sepúlveda                    | Argentine                            | Bretagne-Séché Environnement         | + 25 min 10 s                        |
| 5e                                   | Thibaut Pinot                        | France                               | FDJ                                  | + 31 min 32 s                        |
| modifier                             |                                      |                                      |                                      |                                      |

### Classement par équipes
| Classement par équipes | Classement par équipes | Classement par équipes | Classement par équipes |
|                        | Équipe                 | Pays                   | Temps                  |
| ---------------------- | ---------------------- | ---------------------- | ---------------------- |
| 1re                    | Movistar               | Espagne                | en 141 h 52 min 29 s   |
| 2e                     | Sky                    | Royaume-Uni            | + 5 min 19 s           |
| 3e                     | Tinkoff-Saxo           | Russie                 | + 25 min 27 s          |
| 4e                     | Astana                 | Kazakhstan             | + 31 min 50 s          |
| 5e                     | BMC Racing             | États-Unis             | + 34 min 27 s          |
| modifier               |                        |                        |                        |

### Abandons
- Zakkari Dempster (Bora-Argon 18) : abandon[2]
- Alex Dowsett (Movistar) : abandon[2]